# Saint-Gratien (Val-d'Oise)
Pour les articles homonymes, voir Saint-Gratien.
Saint-Gratien (prononcé [sɛ̃ gʁa.ˈsjɛ̃]) est une commune française située dans le département du Val-d'Oise en région Île-de-France.
Ses habitants sont appelés les Gratiennois.

## Géographie

### Localisation
Saint-Gratien est située aux portes de la vallée de Montmorency et à onze kilomètres au nord de Paris. Proche de secteurs à forte implantation d'activités économiques, elle reste une ville essentiellement résidentielle.

### Communes limitrophes
Les communes limitrophes sont Argenteuil, Sannois, Eaubonne, Soisy-sous-Montmorency et Enghien-les-Bains dans le département du Val-d'Oise, et Épinay-sur-Seine dans le département voisin de la Seine-Saint-Denis.

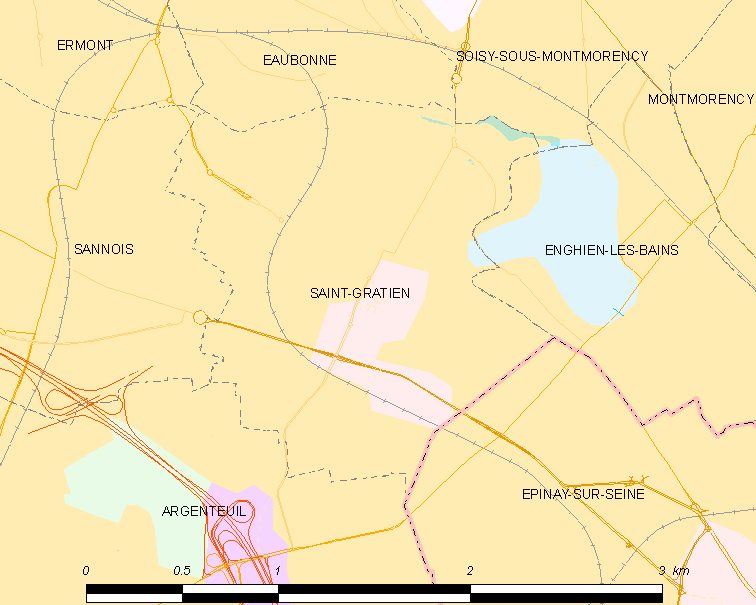
Carte de la commune.
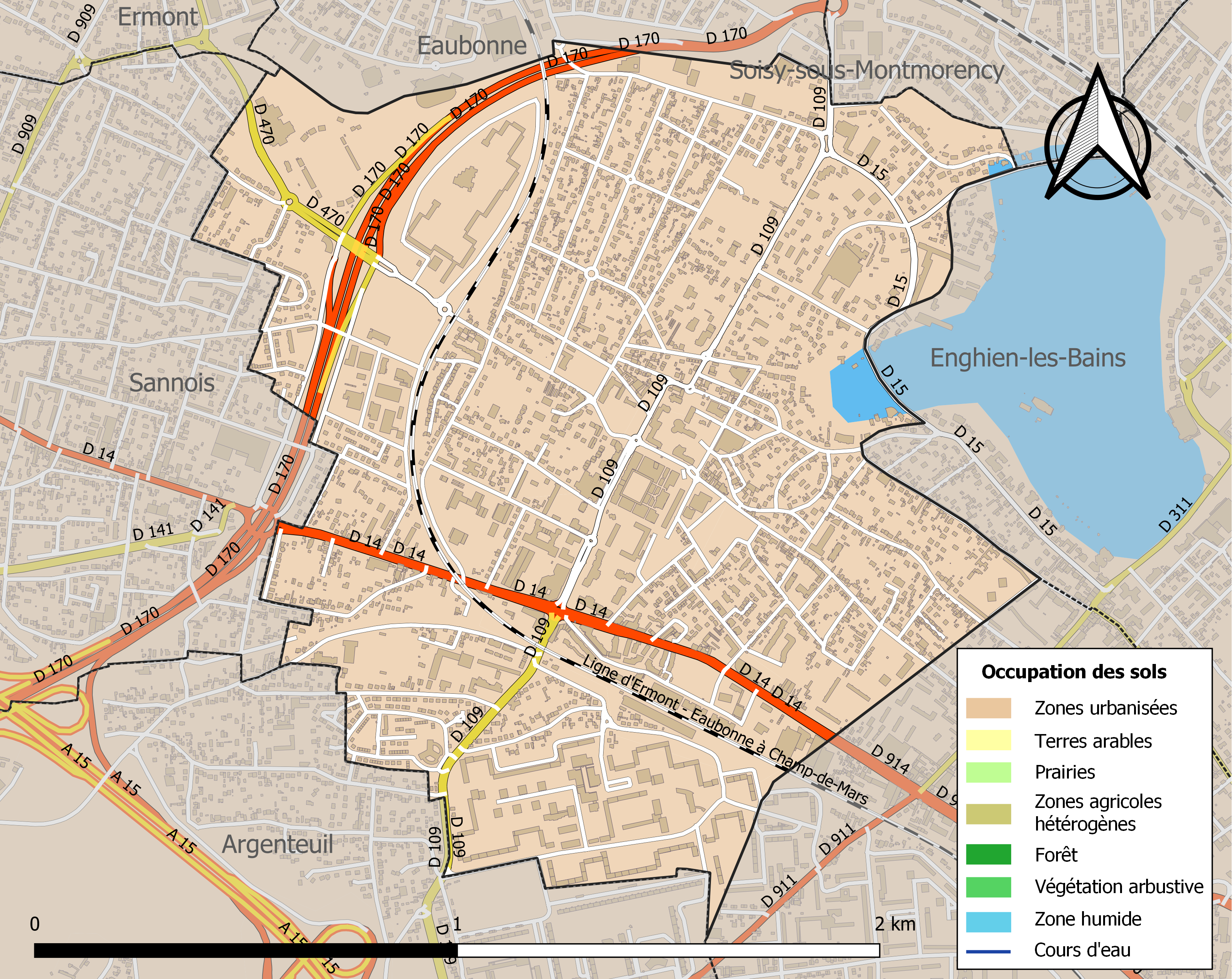
Occupation des sols.

### Morphologie urbaine
Le centre de Saint-Gratien est constitué par un îlot très dense d'immeubles de grande hauteur datant des années 1970, entourant une place centrale nommée le « forum ». Celui-ci constitue un centre culturel et commercial, avec la présence de divers commerces ainsi, notamment, que du cinéma et de la médiathèque de la ville.
Le sud de la commune, au-delà des voies ferrées de la ligne La Plaine - Ermont-Eaubonne et en limite d'Argenteuil et d'Épinay-sur-Seine, est essentiellement constitué d'une importante cité HLM, les Raguenets, classée en zone urbaine sensible depuis 1996. En 2007, ce quartier regroupe 7 000 habitants, soit près du tiers de la population de la commune.
Au nord, l'environnement est nettement plus privilégié en limite d'Enghien-les-Bains, avec un quartier résidentiel aux alentours du lac de la princesse Mathilde, modeste extension du lac d'Enghien. Ce secteur est pour l'essentiel constitué de pavillons, avec la présence de petits collectifs, en particulier autour de l'avenue Mathilde, en limite de Soisy-sous-Montmorency.

### Voies de communication et transports
L'autoroute A15 relie directement la commune à la Défense et au pôle d'activité de la ville nouvelle de Cergy-Pontoise, ainsi qu’à l'aéroport Roissy-Charles-de-Gaulle. La RD 14 rejoint rapidement la porte d'Asnières ou de Clichy.
Desservi par la ligne C du RER, la gare de Saint-Gratien se situe à vingt minutes de Paris Porte Maillot[réf. souhaitée].
Les principales lignes de bus sont :
- lignes 138, 238 et 261 du réseau de bus RATP ;
- lignes 1510, 1511, 1512, 1514 et 1516 du réseau de bus de la Vallée de Montmorency ;
- ligne N154 du Noctilien.

### Climat
Pour des articles plus généraux, voir Climat de l'Île-de-France et Climat du Val-d'Oise.
En 2010, le climat de la commune est de type climat océanique dégradé des plaines du Centre et du Nord, selon une étude du CNRS s'appuyant sur une série de données couvrant la période 1971-2000. En 2020, Météo-France publie une typologie des climats de la France métropolitaine dans laquelle la commune est dans une zone de transition entre le climat océanique et le climat océanique altéré et est dans la région climatique  Sud-ouest du bassin Parisien, caractérisée par une faible pluviométrie, notamment au printemps (120 à 150 mm) et un hiver froid (3,5 °C). 
Pour la période 1971-2000, la température annuelle moyenne est de 11,6 °C, avec une amplitude thermique annuelle de 15,3 °C. Le cumul annuel moyen de précipitations est de 648 mm, avec 10,5 jours de précipitations en janvier et 7,8 jours en juillet. Pour la période 1991-2020, la température moyenne annuelle observée sur la station météorologique la plus proche, située sur la commune de Bonneuil-en-France à 11 km à vol d'oiseau, est de 12,1 °C et le cumul annuel moyen de précipitations est de 616,3 mm,. Pour l'avenir, les paramètres climatiques de la commune estimés pour 2050 selon différents scénarios d'émission de gaz à effet de serre sont consultables sur un site dédié publié par Météo-France en novembre 2022.

## Urbanisme

### Typologie
Au 1er janvier 2024, Saint-Gratien est catégorisée grand centre urbain, selon la nouvelle grille communale de densité à sept niveaux définie par l'Insee en 2022.
Elle appartient à l'unité urbaine de Paris, une agglomération inter-départementale regroupant 407  communes, dont elle est une commune de la banlieue,,. Par ailleurs la commune fait partie de l'aire d'attraction de Paris, dont elle est une commune du pôle principal,. Cette aire regroupe 1 929 communes,.

## Toponymie
Attestée sous les formes Sanctus Gratianus, Sanctus Gracianus en 1186.
Saint-Gratien doit son nom à un jeune berger martyrisé au ive siècle et canonisé sous le règne de Dagobert Ier en 628. Les moines de l'abbaye de Saint-Denis bâtirent un oratoire à sa mémoire. Une relique de saint Gratien est enterrée sous le maître-autel de l'église de la ville.

## Histoire
En 1225, Guillaume de Cornillon possède la plus grande partie du territoire.
Au XVIIe siècle, le maréchal Nicolas de Catinat hérite de sa mère le territoire de Saint-Gratien. Disgracié en 1701 à la suite d’une conspiration, il se retire dans son château à Saint-Gratien, construit en 1610 par son grand-père. Il y reçoit Bossuet, Fénelon, Vauban, madame de Sévigné, madame de Coulanges, le duc de La Rochefoucauld, et partage son existence entre la culture des arbres fruitiers et la gestion de son domaine qui s’étend depuis Orgemont jusqu’aux rives du lac d’Enghien. Il meurt à Saint-Gratien le 12 février 1712 et est inhumé dans la chapelle du village. Pour rendre hommage à cet homme, la commune de Saint-Gratien a adopté les armoiries du maréchal de Catinat en juillet 1994.
Dès la fin du XVIIIe siècle, Saint-Gratien devient le site privilégié de villégiature des Parisiens qui y construisent des résidences secondaires dont certaines sont encore visibles.
En 1806, le comte de Luçay, Jean-Baptiste Legendre, préfet impérial, acquiert Saint-Gratien et y fait construire un château inauguré par Napoléon Ier.
En 1832, le marquis Astolphe de Custine, écrivain, voyageur et diplomate, fit également construire un château, qui fut rasé en 1860 par ses héritiers ; il y reçut de nombreux artistes : Balzac, Victor Hugo, Chopin, Delacroix, Chateaubriand qui fut intimement lié à sa mère pendant vingt ans, Alfred de Musset, Barbey d’Aurevilly, George Sand et Lamartine ; il en reste un bâtiment de dépendances, 67, rue Sœur-Angèle.
La princesse Mathilde Bonaparte, fille de Jérôme Bonaparte, passait ses étés tout d'abord au château Catinat en tant que locataire du marquis de Custine, puis acheta en 1853 le château construit par le comte de Luçay (aujourd'hui appelé « château de la Princesse  Mathilde »).
Elle y reçut de nombreux écrivains et artistes du Second Empire : Prosper Mérimée, Théophile Gautier, Jules et Edmond de Goncourt, Gustave Flaubert, Alexandre Dumas.

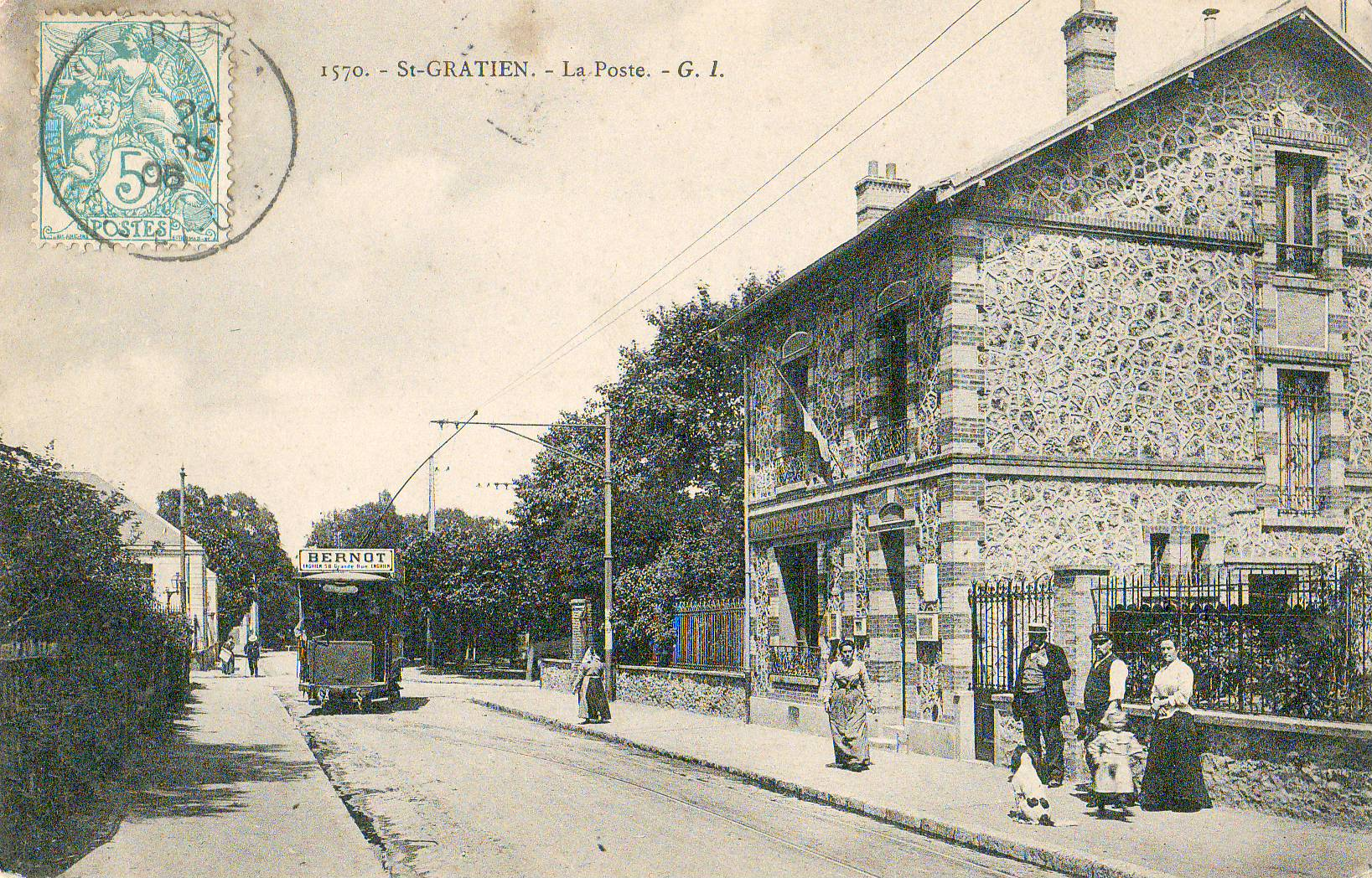
Le tramway Enghien - Montmorency, vu ici devant la poste, a desservi la ville de 1901 ou 1902 à 1908.

Elle s’investit beaucoup dans la vie de Saint-Gratien et de ses habitants en participant financièrement à la construction de la première école (aujourd’hui disparue), à la création de postes d’infirmières, à l’installation de l’éclairage public et à l’édification de l’église actuelle (pour remplacer celle du xiiie siècle qui menaçait de s'écrouler).
Elle mourut à Paris le 4 janvier 1904 et est inhumée selon sa volonté dans l’église de Saint-Gratien.
En 1850, le territoire des communes de Saint-Gratien, Deuil-la-Barre et Épinay-sur-Seine est amputé afin de permettre la création des communes de Soisy-sous-Montmorency et d'Enghien-les-Bains.
Au XXe siècle, la commune a connu le développement des villes de banlieue parisienne avec un essor de sa population et la rénovation de son centre-ville, favorisé par la mise en service du tramway d'Enghien à Montmorency en 1901 ou 1902 et qui a desservi Saint-Gratien jusqu'en 1908, année où est créée la gare de Saint-Gratien. De 1910 à 1970, le nombre d’habitants est ainsi passé de 2 520 à 20 000.

## Politique et administration

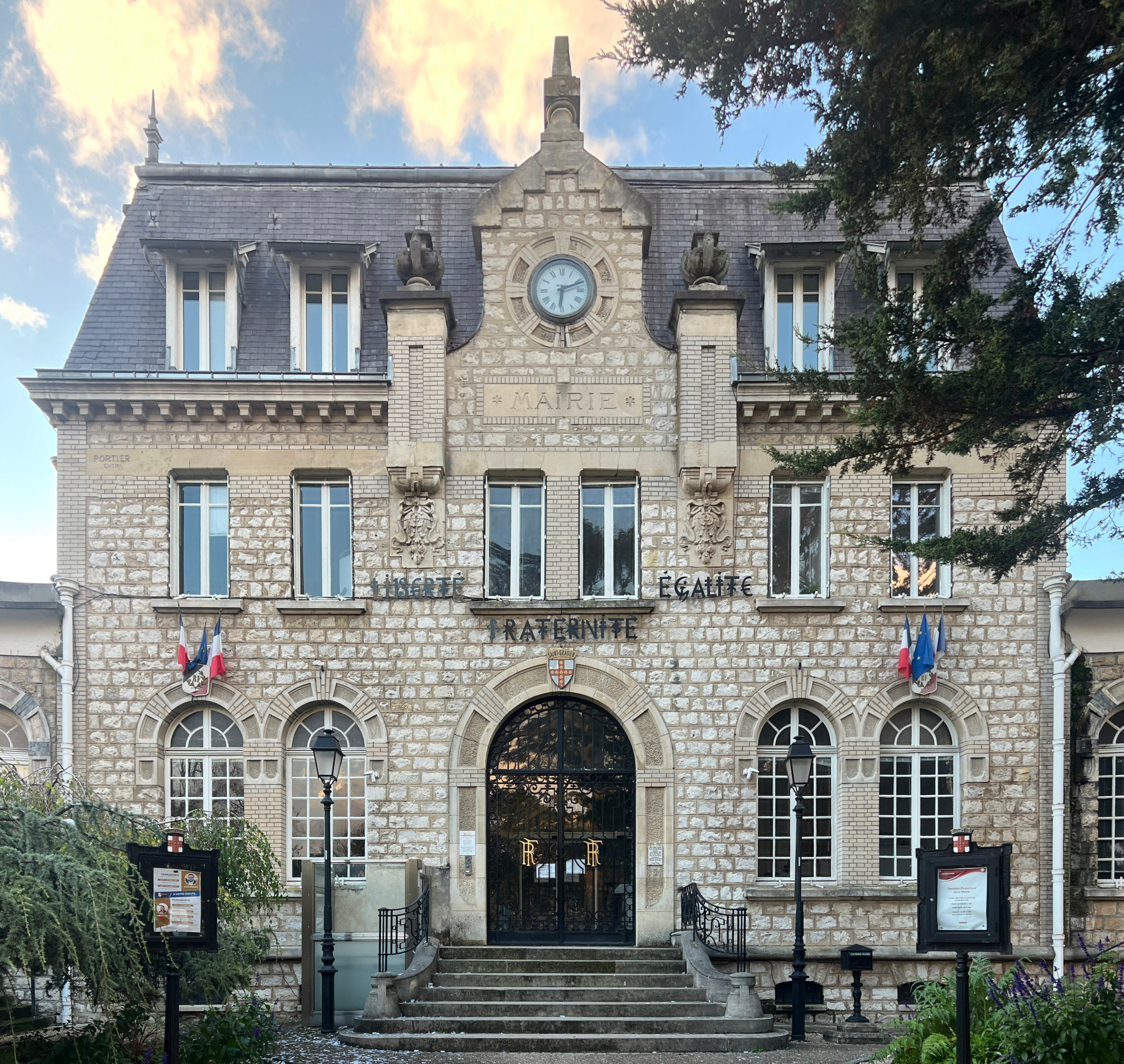
La mairie.

### Rattachements administratifs et électoraux
Rattachements administratifs
Antérieurement à la loi du 10 juillet 1964, la commune faisait partie du département de Seine-et-Oise. La réorganisation de la région parisienne en 1964 fit que la commune appartient désormais au département du Val-d'Oise, après un transfert administratif effectif au 1er janvier 1968.
Rattachée à l'arrondissement d'Argenteuil lors de la mise en place du département, elle est transférée en 1985 à l'arrondissement de Montmorency, devenu arrondissement de Sarcelles en 2000.
Elle était rattachée de 1793 à 1964 au canton de Montmorency, année où elle est intégrée au canton d'Enghien-les-Bains avant de devenir, en 1985, le chef-lieu du canton de Saint-Gratien. Dans le cadre du redécoupage cantonal de 2014 en France, cette circonscription administrative territoriale a disparu, et le canton n'est plus qu'une circonscription électorale
Saint-Gratien fait partie de la juridiction d’instance de Montmorency, et de grande instance ainsi que de commerce de Pontoise,.
Rattachements électoraux
Pour les élections départementales, la commune fait partie depuis 2014 du canton d'Argenteuil-1
Pour l'élection des députés, elle fait partie depuis 1986 de la sixième circonscription du Val-d'Oise.

### Intercommunalité
La commune était membre fondateur de la communauté d'agglomération de la vallée de Montmorency (CAVAM), un établissement public de coopération intercommunale (EPCI) à fiscalité propre créé fin 2001.
Dans le cadre de la mise en œuvre de la loi MAPAM du 27 janvier 2014, qui prévoit la généralisation de l'intercommunalité à l'ensemble des communes et la création d'intercommunalités de taille importante, la CAVAM fusionne le 1er janvier 2016 avec la communauté de communes de l'Ouest de la Plaine de France.
C'est ainsi qu'est créée la communauté d'agglomération Plaine Vallée, dont la commune est désormais membre.

### Tendances politiques
Lors des élections municipales de 2020 dans le Val-d'Oise, la liste conduite par le maire sortant Julien Bachard (LR) — qui avait succédé à Jacqueline Eustache-Brinio en 2017 — remporte le scrutin dès le premier tour avec 2 729 voix, soit 59,4% des suffrages exprimés, devançant celles menées par : 
 
- Emmanuel Mikael (MoDem, 915 voix, soit 19,91%), 

- Isabelle Volat (PCF : 539 voix, soit 11,73 %), 

- Christine Valery (PS, 231 voix, soit 5,02 %), 

- Abdallah Senbel (LREM, 180 voix, soit 3,91 %), 

le scrutin étant marqué par une forte abstention de 64.87%.

### Liste des maires
| Période       | Période                    | Identité                          | Étiquette | Qualité |
| ------------- | -------------------------- | --------------------------------- | --------- | --- |
| 1790          | 1791                       | Antoine Collas                    |           | |
| 1792          | 1796                       | Jean-Antoine Chevillard           |           | |
| 1796          | 1798                       | Martin Donon                      |           | |
| 1798          | 1799                       | Louis-Mathieu Chevilliard         |           | Agent municipal |
| 1799          | 1800                       | Louis-François Ancelin            |           | Agent municipal |
| 1800          | 1808                       | Louis-François Ancelin            |           | |
| 1808          | 1815                       | Jean Baptiste Charles Legendre    |           | Préfet du Palais du Gouvernement, comte de Luçay Conseiller général du Cher |
| 1815          | 1821                       | Jean Barthélémy Donon             |           | |
| 1821          | 1824                       | Martin Donon                      |           | |
| 1824          | 1832                       | Pierre Chevillard                 |           | |
| 1832          | 1837                       | Jean-Baptiste Donon               |           | |
| 1837          | 1844                       | Jean Chevilliard                  |           | |
| 1844          | 1852                       | Jean-Antoine Parein               |           | Cultivateur Maire intérimaire en 1844 |
| 1852          | 1857                       | Eugène Germain Léger              |           | |
| 1857          | 1871                       | Laurent Hilaire Terré (1796-1889) |           | Avocat |
| 1871          | 1878                       | François Hippolyte Lemaitre       |           | |
| 1878          | 1884                       | Simon Hayem                       |           | Manufacturier |
| mai 1884      | juin 1884                  | François Hippolyte Lemaitre       |           | |
| juin 1884     | août 1884                  | Charles-Antoine Laurent           |           | Maire intérimaire |
| 1884          | 1888                       | François Hippolyte Lemaitre       |           | |
| 1888          | 1895                       | Simon Hayem                       |           | Manufacturier Décédé en fonction |
| avril 1895    | juin 1895                  | Joseph Alexandre Fontaine         |           | Maire intérimaire |
| 1895          | 1903                       | Paul Léger                        |           | |
| 1903          | 1904                       | Louis Donon                       |           | |
| 1904          | 1919                       | Charles Grusse-Dagneaux           |           | |
| 1919          | 1935                       | Louis Chevilliard                 |           | |
| 1935          | 1944                       | Charles Thonon                    | SFIO      | Ingénieur Gaz de France Député de Seine-et-Oise (1936 → 1940) |
| 1944          | 1945                       | André Sarrazin                    |           | Architecte Président du Comité local de Libération d'août à décembre 1944 |
| 1945          | 1947                       | Isidore Gaidoz                    |           | |
| 1947          | 1959                       | Julien Morpe                      |           | |
| mars 1959     | mars 1977                  | Léon Hovnanian                    | PRRRS     | Médecin Député de Seine-et-Oise (1956 → 1958) Conseiller général du Val-d'Oise (1967 → 1979) |
| mars 1977     | mars 1983                  | Lucien Cavelier                   | PS        | |
| mars 1983     | mars 2001                  | François Scellier                 | UDF-RAD   | Député du Val-d'Oise (6e circ.) (2002 → ) Conseiller général de Saint-Gratien (1985 → 2015) Président du conseil général (1997 → 2008) |
| mars 2001     | octobre 2017               | Jacqueline Eustache-Brinio        | UMP       | Enseignante dans un lycée professionnel Sénatrice du Val-d'Oise (2017 → ) Conseillère régionale (2004 → 2017) Vice-présidente déléguée de la CAVAM ( ? → 2015) Vice-présidente de la CA Plaine Vallée (2016 → 2017) Démissionnaire à la suite de son élection comme sénatrice |
| octobre 2017, | En cours (au 27 juin 2021) | Julien Bachard                    | LR        | Conseiller départemental d'Argenteuil-1 (2021 → ) Réélu pour le mandat 2020-2026 |

## Population et société

### Démographie
L'évolution du nombre d'habitants est connue à travers les recensements de la population effectués dans la commune depuis 1793. Pour les communes de plus de 10 000 habitants les recensements ont lieu chaque année à la suite d'une enquête par sondage auprès d'un échantillon d'adresses représentant 8 % de leurs logements, contrairement aux autres communes qui ont un recensement réel tous les cinq ans,.

En 2022, la commune comptait 21 297 habitants, en évolution de +2,27 % par rapport à 2016 (Val-d'Oise : +4 %, France hors Mayotte : +2,11 %).
| 1793 | 1800 | 1806 | 1821 | 1831 | 1836 | 1841 | 1846 | 1851 |
| ---- | ---- | ---- | ---- | ---- | ---- | ---- | ---- | ---- |
| 368  | 424  | 468  | 380  | 430  | 487  | 517  | 568  | 580  |

| 1856 | 1861 | 1866  | 1872  | 1876  | 1881  | 1886  | 1891  | 1896  |
| ---- | ---- | ----- | ----- | ----- | ----- | ----- | ----- | ----- |
| 720  | 916  | 1 046 | 1 202 | 1 241 | 1 327 | 1 656 | 1 547 | 1 632 |

| 1901  | 1906  | 1911  | 1921  | 1926  | 1931  | 1936  | 1946  | 1954  |
| ----- | ----- | ----- | ----- | ----- | ----- | ----- | ----- | ----- |
| 1 774 | 2 091 | 2 539 | 3 307 | 4 485 | 5 702 | 5 847 | 6 100 | 7 204 |

| 1962  | 1968   | 1975   | 1982   | 1990   | 1999   | 2006   | 2011   | 2016   |
| ----- | ------ | ------ | ------ | ------ | ------ | ------ | ------ | ------ |
| 9 248 | 14 947 | 20 338 | 20 470 | 19 338 | 19 226 | 21 436 | 20 453 | 20 824 |

| 2021   | 2022   | - | - | - | - | - | - | - |
| ------ | ------ | - | - | - | - | - | - | - |
| 20 866 | 21 297 | - | - | - | - | - | - | - |

### Équipements culturels
- Le centre culturel du Forum
- Espace Jacques-Villeglé (lieu d'art contemporain)
- Le théâtre Jean-Marais
- Le centre culturel Camille-Claudel
- Le centre du Parc
- La salle Georges-Brassens
- Le cinéma « Les Toiles »
- La médiathèque Théodore-Monod
- La bibliothèque Motordu

## Culture locale et patrimoine

### Lieux et monuments
Saint-Gratien ne compte qu'un seul monument historique sur son territoire, le  château Catinat, avenue Gabriel-Péri)
Construit en 1610 par le grand-père de Nicolas de Catinat, il fut habité par le maréchal de 1637 à 1712, années durant lesquelles il y reçut de très nombreuses personnalités.
En 1857, le château fut racheté par la princesse Mathilde, qui en fit une maison d’amis.
Aujourd’hui, il accueille une partie des services sociaux de la mairie.
On peut également remarquer :
- Église Saint-Gratien, place Charles-de-Gaulle : Bâtie de 1856 à 1859 sur les plans de Léon Ohnet, grâce aux subventions accordées par l’État et à la princesse Mathilde, pour remplacer l'église du XIIIe siècle qui menaçait de s'écrouler. Le maréchal Nicolas de Catinat (1637-1712) et la princesse (1820-1904) y sont enterrés.
- Hôtel de ville, place Gambetta : Construit sur les plans de l'architecte Paul Nief, dans le style d'une maison bourgeoise, il fut inauguré le 7 février 1909. Deux ailes basses ont été rajoutées en 1936.

La salle des Mariages, avec son décor néogothique, possède de nombreuses peintures illustrant l'histoire de Saint-Gratien.
- Cèdre du Liban : Situé place Gambetta, la légende locale rapporte qu'il aurait été planté sur ordre de Louis XIV vers 1710, en reconnaissance à Nicolas de Catinat, seigneur de Saint-Gratien, maréchal de France[37].
- Château de la princesse Mathilde : Il fut bâti en 1806 par Jean-Baptiste Legendre, comte de Luçay.
La princesse Mathilde le racheta en 1853 et le fit rehausser d’un étage.
L’immense parc du château fut amputé de son grand lac, cédé à la ville nouvelle d’Enghien-les-Bains.

Monsieur Terré, maire de Saint-Gratien, fit alors construire pour la princesse le bassin de l’Ouest en dédommagement de la perte du lac d'Enghien.
Après la mort de la princesse en 1904, le parc fut loti et devint le quartier résidentiel dénommé « le Parc ».
Mal conservé, le château était fortement délabré et fut déclaré insalubre en 1967. Il fut réhabilité par un particulier, en 1985, puis vendu en appartements.
- Marché couvert et foyer municipal, place Roger-Salengro[37].
- Bâtiment-voyageurs de la gare de Saint-Gratien : Son bâtiment-voyageurs de 1908 est un exemple particulièrement remarquable du style architectural propre à la banlieue parisienne entre la fin du XIXe siècle et les années 1930, avec large recours à la meulière et mélange de différents matériaux[37].

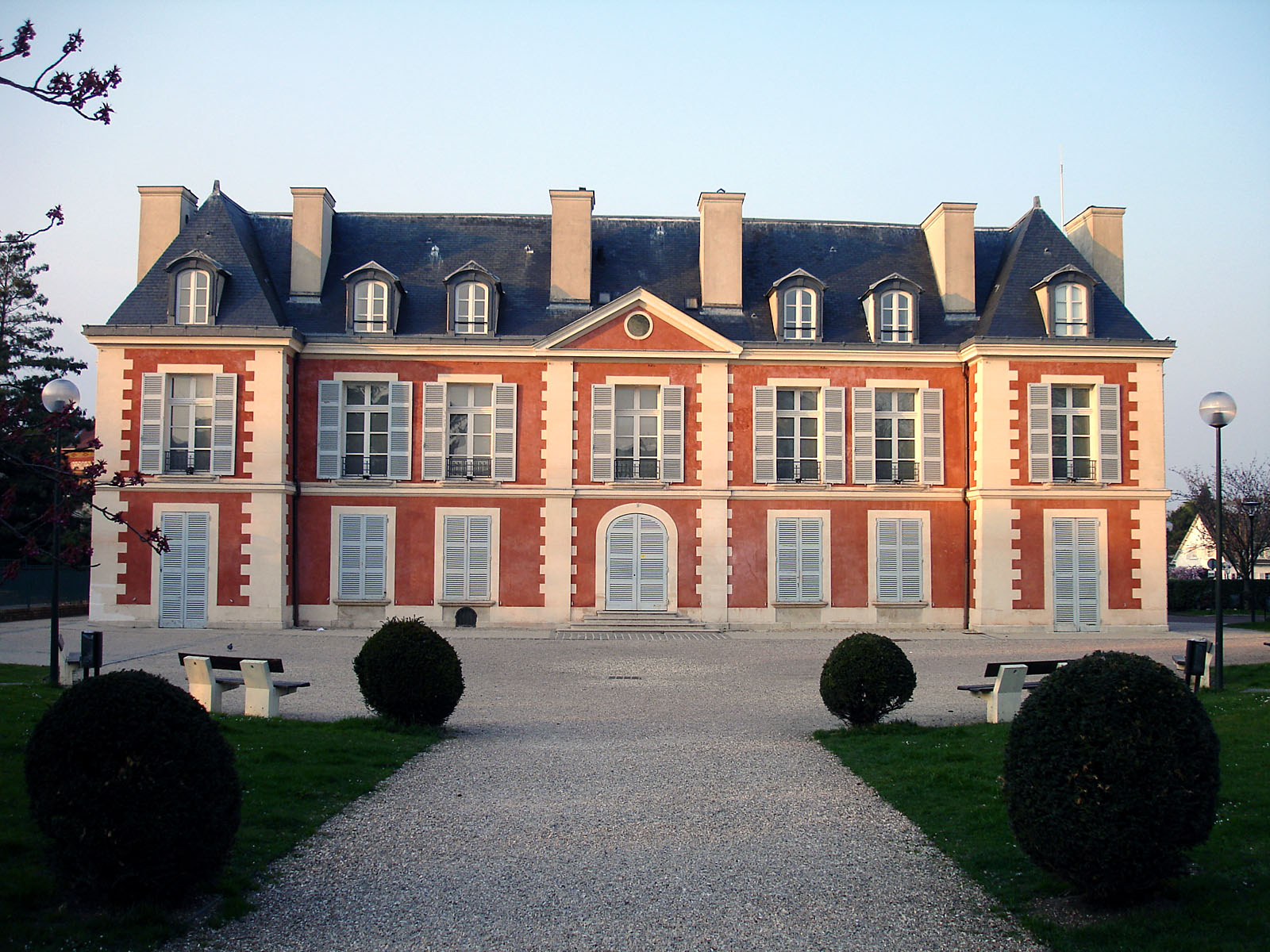
Château Catinat.
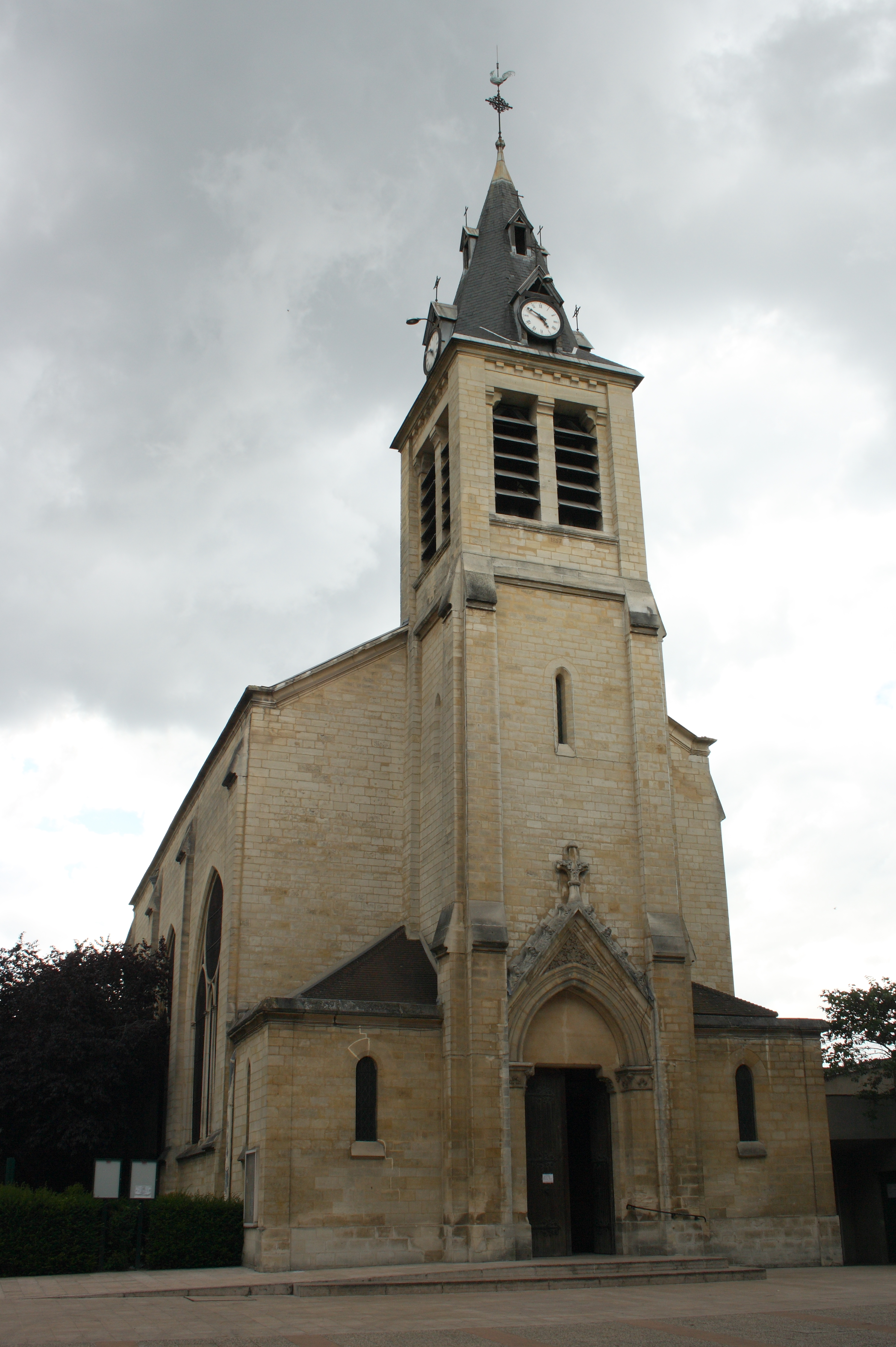
Église Saint-Gratien.
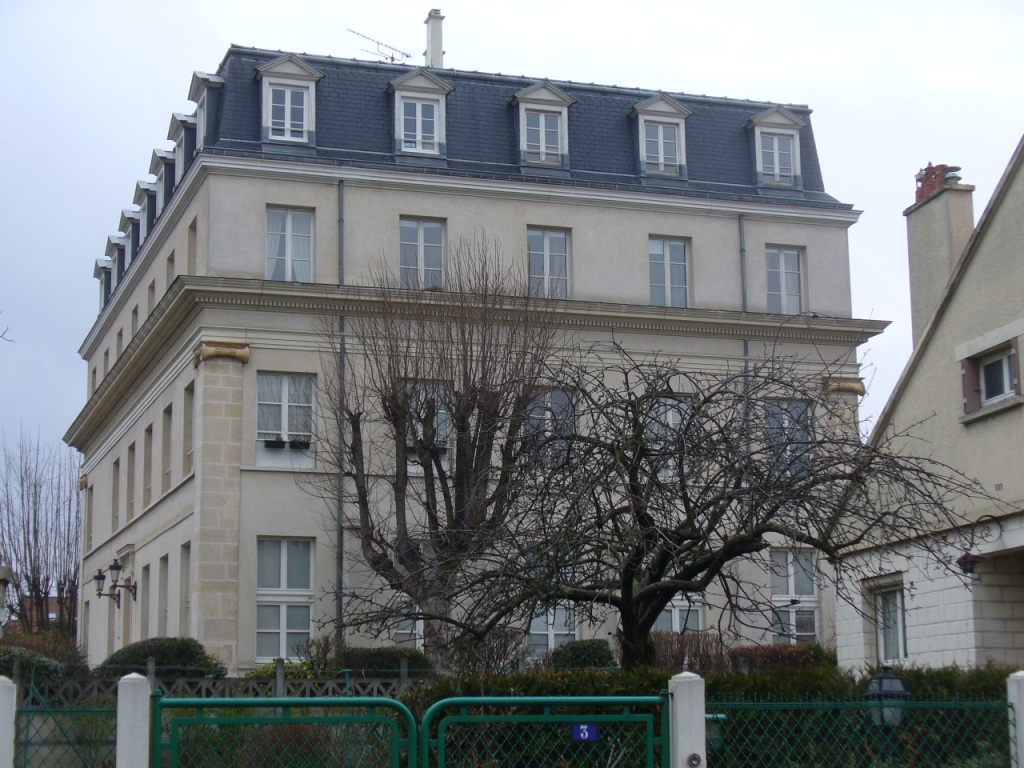
Château de la princesse Mathilde.
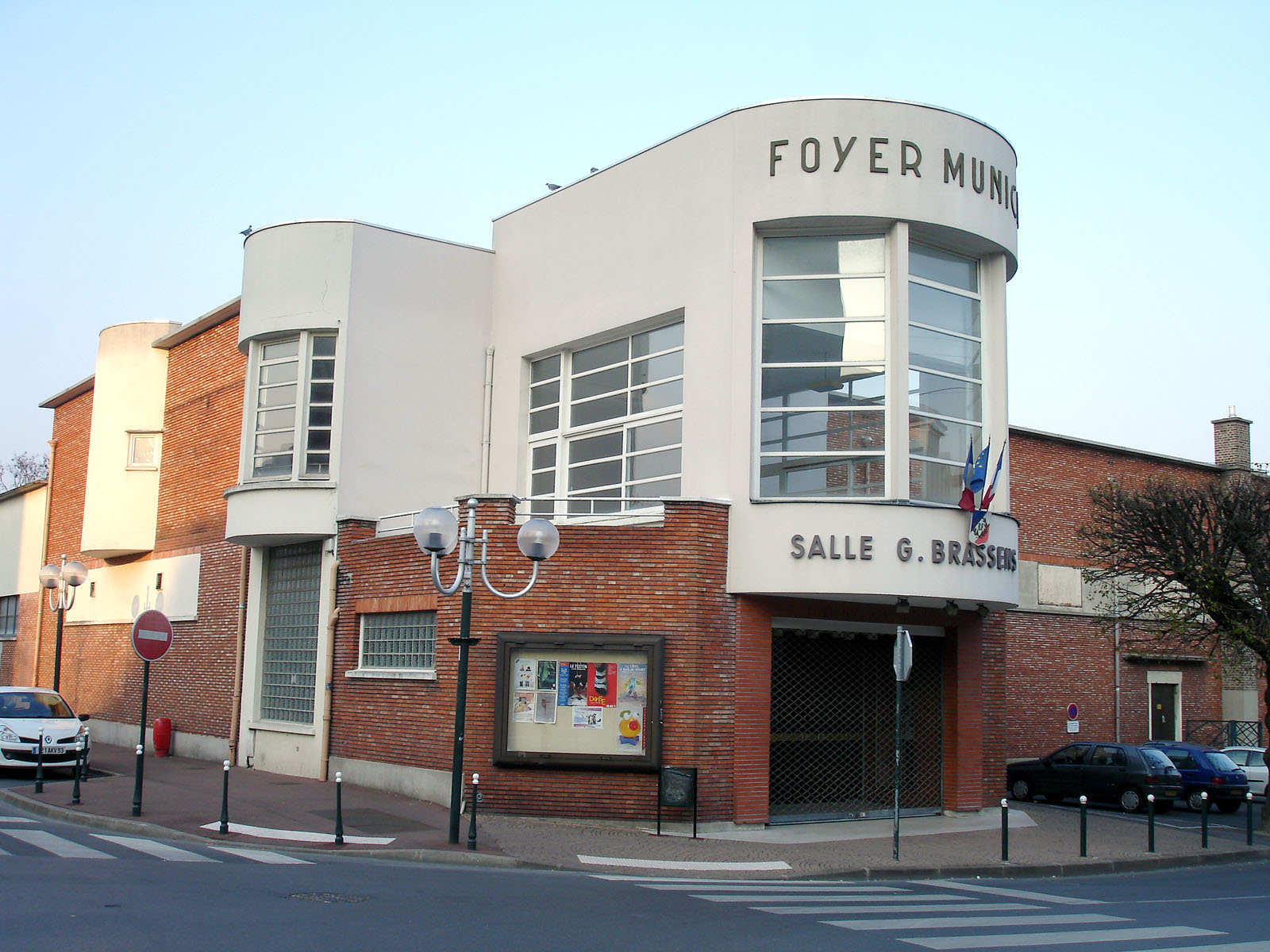
Foyer municipal.
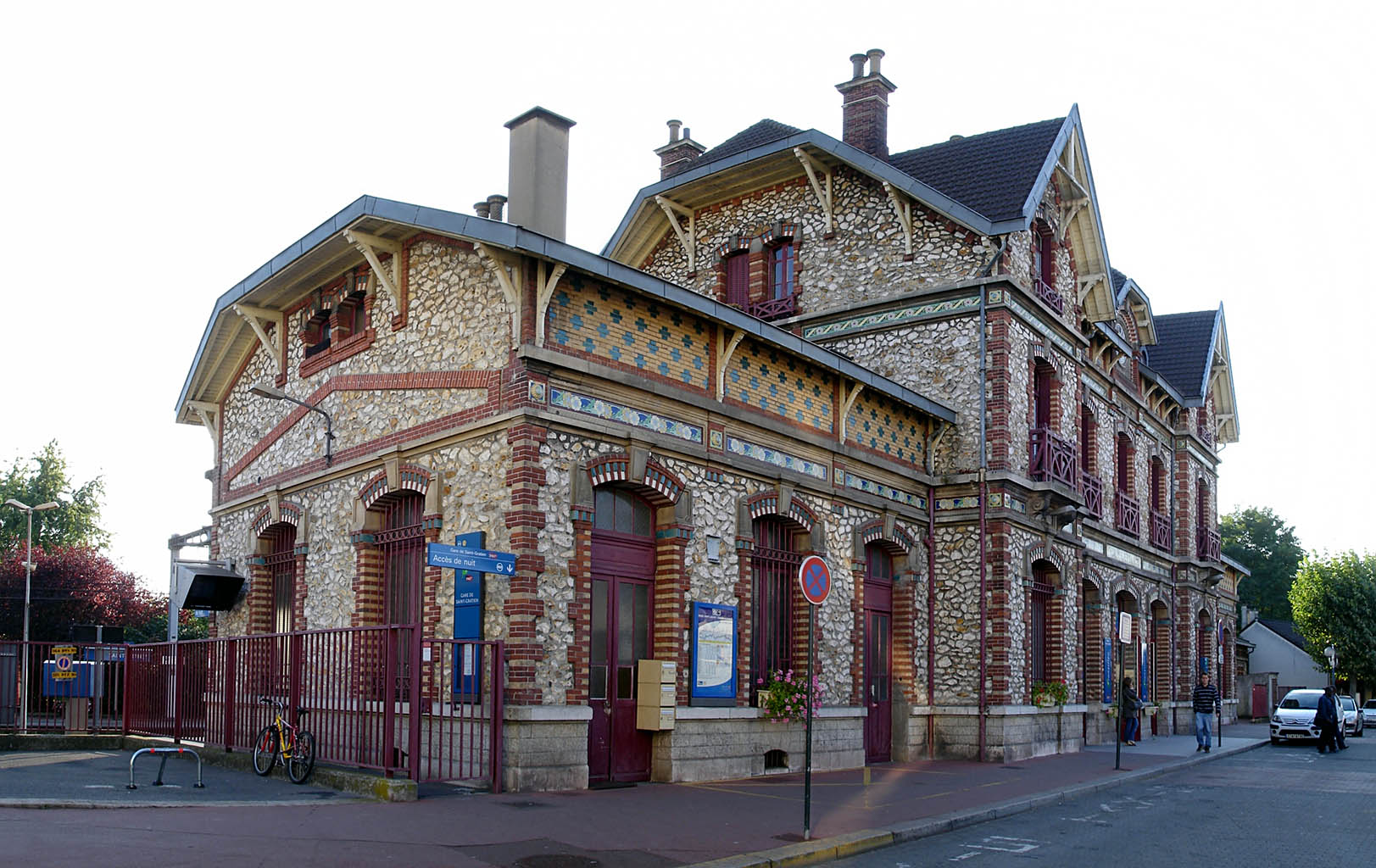
Gare de Saint-Gratien.

### Personnalités liées à la commune
- Érik Boisse (né en 1980), champion olympique d'épée en 2004.
- Philippe Boisse (né en 1955), champion olympique d'épée par équipe en 1984.
- La princesse Mathilde Bonaparte (1820-1904) y a vécu sous le Second Empire et y est inhumée dans l'église.
- Maréchal Nicolas de Catinat (1637-1712) y a passé la fin de sa vie, y est mort et y est enterré.
- Jean-Luc Cazettes (1943-2005), président de la CFE-CGC.
- Maurice Copreaux (1908-1995), graveur, y est né.
- Jean-Baptiste Camille Corot (1796-1875) y a travaillé.
- Astolphe de Custine (1790-1857) y a vécu et y est décédé.
- Lucienne Desnoues (1921-2004), poétesse, y est née.
- Alexandre Dumas (1802-1870) y a vécu.
- Jacques Flèchemuller (né en 1945), artiste peintre, y a vécu.
- André Kaminker (1888-1961), interprète-traducteur, père de Simone Signoret, y est né.
- Guy Lux (1919-2003), y a vécu.
- Prosper Mérimée (1803-1870) y a séjourné[38]
- Félix Pyat (1810-1899), député à l'Assemblée constituante de 1848 et membre du Conseil de la Commune de Paris y est mort.